# 田中穣
田中 穣（たなか じょう、1925年(大正14年)3月25日 - 2005年(平成17年)4月25日）は、日本の美術評論家。

## 経歴
神奈川県平塚市生まれ。1949年（昭和24年）早稲田大学文学部英文学科卒。読売新聞社入社。1959年（昭和34年）美術部記者となり、1970年（昭和45年）から日曜版「日本の四季」の解説を担当した。1969年（昭和44年）『藤田嗣治』で直木賞候補。1981年（昭和56年）退社、美術評論家となる。写楽別人説では歌麿説を唱えた。
2005年（平成17年）4月25日、胃がんのため死去。葬儀は東京都文京区小石川の伝通院で行われた。

## 著書
- 『藤田嗣治』新潮社、1969
- 『三岸好太郎』日動出版部、1969
- 『佐伯祐三の死』文藝春秋、1971
- 『写楽』新潮社、1971
- 『日本洋画の人脈』新潮社、1972
- 『前衛王国』新潮社、1974
- 『近代日本画の人脈』新潮社、1975
- 『炎の画家横山操』講談社、1976
- 『心淋しき巨人東郷青児』新潮社、1983
- 『現代画人伝 栄光の影』読売新聞社、1984
- 『現代画人伝 天才奇人』読売新聞社、1985
- 『現代画人伝 悲劇の画家』読売新聞社、1985
- 『評伝 藤田嗣治』芸術新聞社、1988、改訂版2015
- 『一水会五十年史』中央公論美術出版、1988
- 『評伝奥村土牛』芸術新聞社、1989
- 『評伝山本丘人』芸術新聞社、1991
- 『写楽 その隠れた真相』芸術新聞社、1995
- 『フランス印象派の旅 ルノワール、モネ、セザンヌ、ゴッホを訪ねて』日本交通公社出版事業局 JTBキャンブックス、1996
- 『イタリアルネサンスの旅 レオナルド・ダ・ヴィンチ、ミケランジェロ、ラファエッロ美術三国志』日本交通公社出版事業局 JTBキャンブックス、1996
- 『見に行く会いに行く 全国の美術館を訪ねる旅』婦人之友社、2001（上下）、明日の友シリーズ
- 『田中穣が見た羽仁吉一・もと子と婦人之友社100年』婦人之友社、2003
- 『見に行く会いに行く 続』婦人の友社、2005、明日の友シリーズ
- 『生きる描く愛する 四十二人の名画家物語』婦人之友社、2006

### 画集解説
- 『現代日本の美術 杉山寧』集英社、1976 座右宝刊行会編・制作
- 『現代日本画全集 第11巻 吉岡堅二』集英社、1982
- 『20世紀日本の美術 アート・ギャラリー・ジャパン 東郷青児 宮本三郎』桑原住雄と責任編集、集英社、1986
- 『中村直人の世界』小崎軍司共編、信濃毎日新聞社、1986
- 『東山魁夷　アート・ライブラリー』芸術新聞社、1992
- 『織田広喜　アート・ライブラリー』芸術新聞社、1993
- 『平山郁夫　アート・ライブラリー』芸術新聞社、1994
- 『髙山辰雄　アート・ライブラリー』芸術新聞社、1996

## 参考サイト
- コトバンク